# Mary Roberts (Malerin)

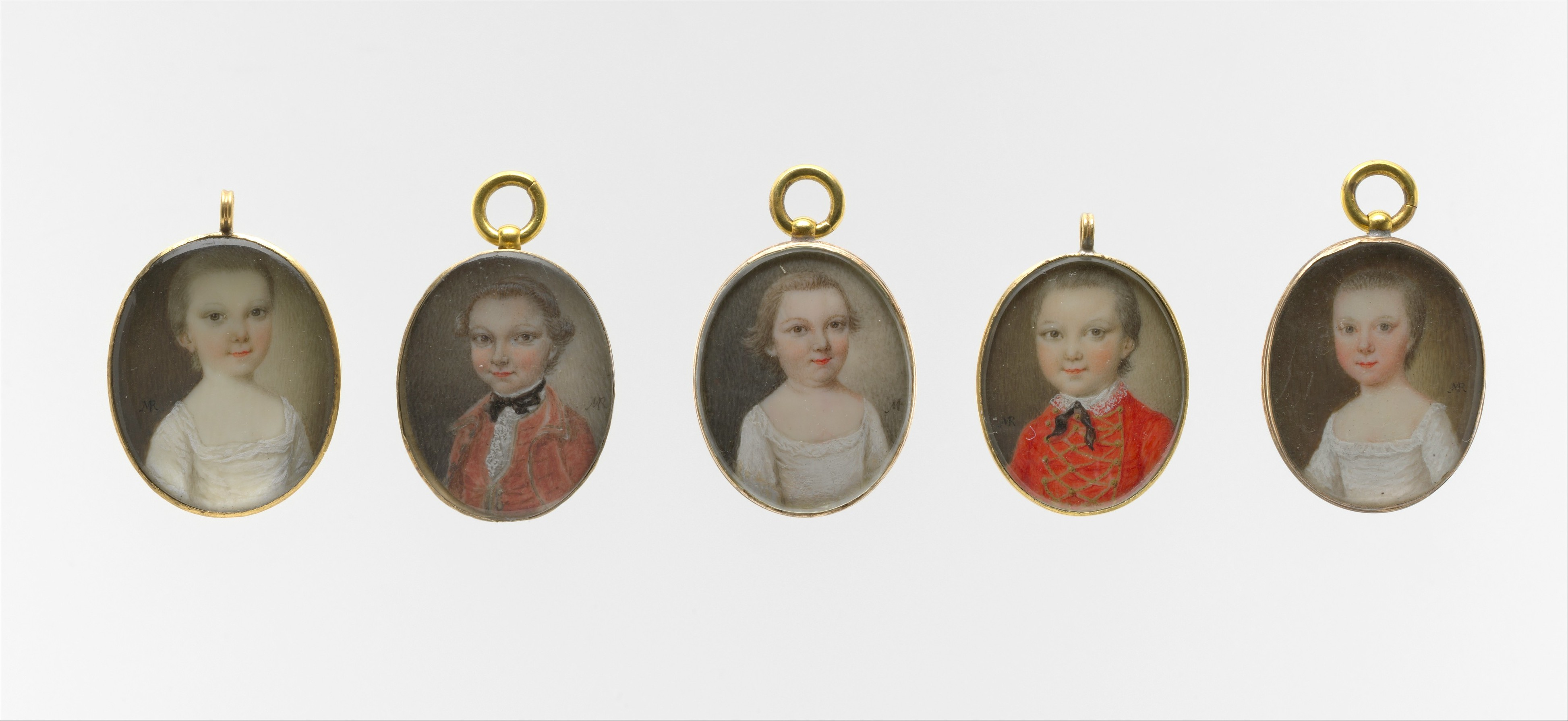
Mary Roberts: Middleton Children (ca. 1752–58). Metropolitan Museum of Art, New York

Mary Roberts (* in England geboren. Geburtsdatum und Geburtsort unbekannt; † 24. Oktober 1761 in Charleston, South Carolina) war eine amerikanische Miniaturmalerin.

## Leben
Mary Roberts, die in England geboren und ausgebildet wurde, ist die erste bekannte Miniaturmalerin Amerikas. Sie ist die erste Person, von der bekannt ist, dass sie in Amerika Porträtminiaturen auf Elfenbein gemalt hat. Mary und ihr Ehemann, der Maler Bishop Roberts, der von 1735 bis 1739 in Amerika tätig war, lebten bereits 1735 in Charleston, als Bishop eine Anzeige in der „South-Carolina Gazette“ schaltete. Er ist für sein Aquarell von Charleston (ca. 1735–39) bekannt, das William Henry Toms (ca. 1700–1750) als Vorlage für seinen Stich Prospect of Charles Town (ca. 1740) verwendete. Nach Bishops Tod im Jahr 1740 versuchte Mary, sich und ihren geschwächten Sohn durch das Eintreiben der Abonnementsgebühren für den Stich zu ernähren. Außerdem schaltete sie Anzeigen für Porträtmalerei und betrieb ein Kupferstichgeschäft. Im Jahr 1750 erhielt sie von einem Freund Kleidung und Möbel. Mary Roberts verstarb im Jahr 1761 und wurde am 24. Oktober 1761 in der St. Philip’s Episcopal Church bestattet.

## Werk

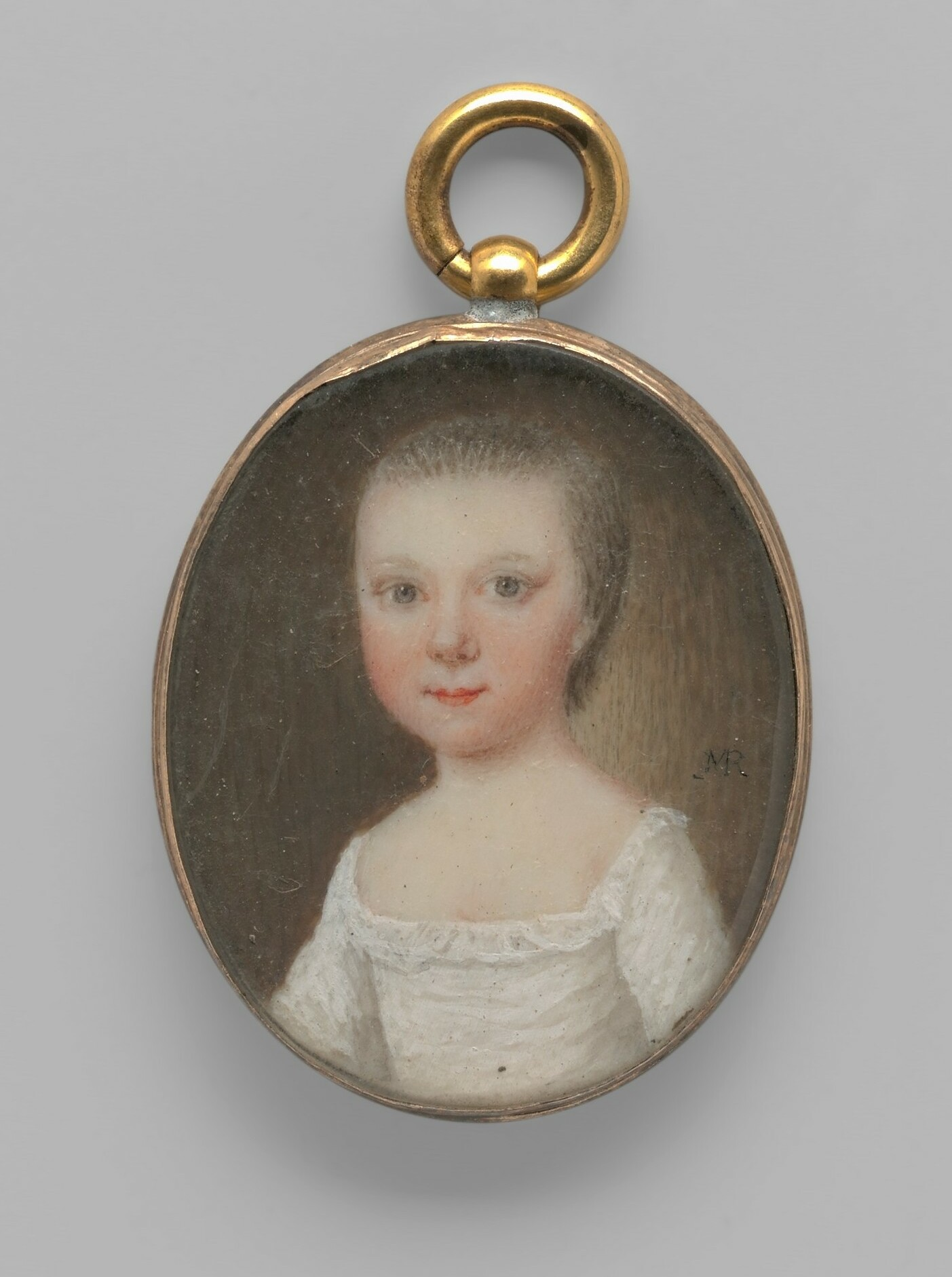
Mary Roberts: Henrietta Middleton. Metropolitan Museum of Art

Mary Roberts gilt als eine der ersten Miniaturmalerinnen in den britischen Kolonien. Sie war die erste Frau, die in diesem Medium tätig war. Ihr wird auch zugeschrieben, die erste Aquarell-Miniatur auf Elfenbein in den Kolonien geschaffen zu haben. Drei mit den Initialen „MR“ signierte Miniaturen sind bekannt und werden aufgrund der dargestellten Kleidung und Frisuren in die 1740er Jahre datiert. Die Technik der Miniaturen deutet darauf hin, dass Mary Roberts vermutlich eine formale Ausbildung in Malerei genossen hatte, bevor sie nach Charleston kam.
Eine ihrer bekannten Miniaturen zeigt eine Frau aus der Familie Gibbes oder Shoolbred. Das Werk ist in Gold mit Granatverzierung gerahmt. Es gelangte in das Gibbes Museum of Art. Fünf weitere Aquarell-Miniaturen auf Elfenbein mit den Maßen 3,8 × 2,5 cm, die in goldenen Etuis aufbewahrt werden, porträtieren Cousins der Middleton-Familie. Sie entstanden zwischen 1752 und 1758 und wurden im Jahr 2006 auf dem englischen Landgut Shrublands entdeckt. Im Jahr 2007 erwarb das Metropolitan Museum of Art die Miniaturen. Unter ihnen befindet sich das Porträt von Henrietta Middleton. Weitere dokumentierte Porträtminiaturen von Mary Roberts sind Charles Pinckney (um 1745, Privatbesitz) sowie eine Frau und ein Kind aus der Familie Gibbes oder Shoolbred (1740–1758 bzw. um 1752–1758), die sich alle im Gibbes Museum of Art in Charleston befinden.